# Proanoplomus spenceri
Proanoplomus spenceri es una especie de insecto del género Proanoplomus de la familia Tephritidae del orden Diptera.

## Historia
Fue descrita científicamente por primera vez en el año 1973 por Hardy.